# مايكل جي ويلسون
مايكل جي. ويلسون (بالإنجليزية: Michael G. Wilson)‏ هو كاتب ومنتج أفلام وكاتب سيناريو أمريكي، ولد في 21 يناير 1942 في نيويورك في الولايات المتحدة.

## وصلات خارجية
- مايكل جي ويلسون على موقع IMDb (الإنجليزية)
- مايكل جي ويلسون على موقع ألو سيني (الفرنسية)
- مايكل جي ويلسون على موقع ميوزك برينز (الإنجليزية)
- مايكل جي ويلسون على موقع أول موفي (الإنجليزية)
- مايكل جي ويلسون على موقع بوكس أوفيس موجو (الإنجليزية)
- مايكل جي ويلسون على موقع قاعدة بيانات برودواي على الإنترنت (الإنجليزية)
- مايكل جي ويلسون على موقع قاعدة بيانات الأفلام السويدية (السويدية)
- مايكل جي ويلسون على موقع قاعدة بيانات الفيلم (الإنجليزية)
- مايكل جي ويلسون على موقع كينوبويسك (الروسية)